# Tau neutrino
Tau neutrino (ντ) je jedan od tri vrste neutrina. Smatra se elementarnom česticom u skupu fermiona. Zajedno s tauonom (tau lepton, tau čestica) čini treću generaciju leptona po kojem je i dobio pridev "tau". Teorizovan je sredinom 70.-ih godina 20. veka, a otkriven je 2000. godine. Među zadnjima je otkrivena čestica standardnog modela. Antičestica tau neutrinu je tau antineutrino (ντ).